# BlackBerry Hub
 (novembre 2023).
BlackBerry Hub est un logiciel mobile développé et maintenu par BlackBerry Limited qui est apparu en même temps que BlackBerryOS 10 puis porté sous Android avec l'arrivée du Blackberry Priv en janvier 2016.

## Fonctionnalité
BlackBerry Hub est un centre de notification emails, SMS / MMS, appels et diverses applications (Facebook, Twitter ...). Il affiche tous les messages et notifications dans une liste continue, triées par date. L'utilisateur peut filtrer les résultats par application ou, dans le cas du courrier électronique, aussi par boîte de réception, boite d'envoi ... L'utilisateur peut créer, visualiser ou agir sur les messages ou les notifications directement à partir du Hub. Par exemple, lorsque l'utilisateur ouvre un message Facebook, le Hub ouvrira une petite partie de l'application Facebook pour permettre à l'utilisateur d'effectuer les mêmes actions que l'application Facebook elle-même à condition que les-dites applications supporte le Hub, ce qui est possible uniquement pour les applications écrites avec le SDK natif,